# Сен-Леже (Шаранта)
Сен-Леже́ (фр. Saint-Léger) — коммуна во Франции, находится в регионе Пуату — Шаранта. Департамент — Шаранта. Входит в состав кантона Бланзак-Поршрес. Округ коммуны — Ангулем.
Код INSEE коммуны — 16072.
Коммуна расположена приблизительно в 420 км к юго-западу от Парижа, в 130 км южнее Пуатье, в 23 км к юго-западу от Ангулема.

## Население
Население коммуны на 2008 год составляло 122 человека.
| 1962 | 1968 | 1975 | 1982 | 1990 | 1999 | 2008 |
| ---- | ---- | ---- | ---- | ---- | ---- | ---- |
| 145  | 140  | 176  | 181  | 140  | 136  | 122  |

## Экономика
В 2007 году среди 69 человек в трудоспособном возрасте (15—64 лет) 51 были экономически активными, 18 — неактивными (показатель активности — 73,9 %, в 1999 году было 64,9 %). Из 51 активных работали 48 человек (27 мужчин и 21 женщина), безработных было 3 (1 мужчина и 2 женщины). Среди 18 неактивных 3 человека были учениками или студентами, 12 — пенсионерами, 3 были неактивными по другим причинам.

## Фотогалерея
- Церковь Сен-Леже
- Крест
- Мэрия